# 133a Brigada Mixta (Exèrcit Popular de la República)
La 133a Brigada Mixta va ser una unitat de l'Exèrcit Popular de la República que va participar en la Guerra Civil Espanyola. Durant la major de la contesa va estar desplegada en els fronts d'Aragó, Segre i Catalunya.

## Historial
La unitat va ser creada el maig de 1937, a Barcelona, a partir d'antigues milícies anarquistes. El comandament de la 133a BM va recaure en el major de milícies Francisco Pardo Sánchez, amb Bernabé Argüelles de Paz com a comissari i amb el capità de milícies Rafael Martín Piñeiro com a cap d'Estat Major. La brigada, que seria assignada a la 31a Divisió del X Cos d'Exèrcit, va ser enviada el 9 de juny cap al front d'Osca, on prendria part en les operacions de setge sobre la ciutat.
A la fi d'agost va prendre part en l'ofensiva de Saragossa, cobrint el flanc esquerre de l'atac republicà —servint com a enllaç amb el 5è regiment de cavalleria i la 32a Brigada Mixta manada per Nilamón Toral. Al final dels combats va ser destinada a la zona del Noguera Pallaresa. El 18 d'abril de 1938, després del mal acompliment de la 31a Divisió al començament de l'ofensiva franquista a Aragó, la 133a Brigada Mixta va ser dissolta.
Poc després es va crear una brigada mixta que va rebre la numeració 133a, quedant sota el comandament del major de milícies anarquista José Logroño Larios. Assignada a la 24a Divisió del X Cos d'Exèrcit, la 133a BM va ser destinada al sector de Noguera Pallaresa, prop de Llavorsí, on prendria part en intensos combats contra les forces franquistes situades en Valadredo i Sellerés. Entre el 6 i el 17 de novembre dos dels seus batallons van participar en l'atac sobre el cap de pont de Seròs.
Al desembre la 133a BM va passar a cobrir el front de l'Ebre, concretament el sector que anava des de Garcia fins al mar Mediterrani. El 30 de desembre, després del començament de l'ofensiva franquista a Catalunya i davant el risc de quedar voltada, la brigada es va retirar cap a posicions de rereguarda. Llavors va passar a quedar agregada a la 43a Divisió, amb l'objectiu de tapar la bretxa franquista que s'havia obert en el sector de Flix. No obstant això, des del 2 de gener la brigada es va unir a la retirada general, quedant pràcticament desfeta a la seva arribada a Barcelona. Només uns pocs integrants de la 133a BM aconseguirien aconseguir la frontera francesa.

## Comandaments
Comandants
- major de milícies Francisco Pardo Sánchez;[8]
- comandant d'infanteria Ramón Rodríguez Bosmediano;
- major de milícies José Logroño Larios;

Comissaris
- Bernabé Argüelles de Paz,[1] de la CNT;
- Agustí Vidal Roger, del PSUC;[9]

Cap de l'Estat Major
- capità de milícies Rafael Martín Piñeiro;
- major de milícies Demetrio Arribas;